# Frank Vercruyssen
Frank Vercruyssen (Antwerpen, 19 augustus 1965) is een Vlaams acteur.
Vercruyssen volgde de toneelklas Dora van der Groen en studeerde in 1989 af aan het Koninklijk Conservatorium Antwerpen.  Hij is vooral theateracteur (bij het toneelgezelschap STAN), maar speelde ook al in enkele films. In 1995 won hij de Plateauprijs als Beste Belgische acteur voor zijn rol in Manneken Pis.  Hij had ook al rollen in meerdere televisieseries waaronder Matroesjka's, Koning van de Wereld, De Smaak van De Keyser en Vermist. Daarnaast presenteert hij ook een radioprogramma met rapmuziek op Radio Centraal.

## Filmografie
- Zillion (2022)
- Over water (2018-2020)
- Amateurs (2014)
- Early Birds (2012)
- Witse (2012)
- Dirty Mind (2009)
- (N)iemand (2008)
- Linkeroever (2008)
- Guernsey (2005)
- Any Way the Wind Blows (2003)
- Villa des Roses (2002)
- Rosie (1998)
- Alles moet weg (1996)
- Manneken Pis (1995)
- Daens (1993)
- Vrouwen willen trouwen (1992)